# Vladimir Arutyunian
Vladimir Arutyunian (em georgiano:  ვლადიმერ არუთუნიანი, em armênio/arménio:  Վլադիմիր Հարությունյան; nascido em 12 de Março de 1978) é um georgiano, que tentou assassinar o presidente dos Estados Unidos, George W. Bush, e o presidente georgiano Mikheil Saakashvili, ao lançar uma granada de mão em 10 de Maio de 2005. A tentativa falhou quando o granada não detonou. Mais tarde ele foi preso e condenado à prisão perpétua.

## Bastidores
Vladimir Arutyunian, um cidadão georgiano de etnia armênio, nasceu em 12 de Março de 1978, em Tbilisi, na República Socialista Soviética da Geórgia. Arutyunian perdeu seu pai em uma idade avançada, e vivia com sua mãe, que era feirante de uma tenda no mercado de rua local. Eles viviam em um dos subúrbios mais pobres de Tbilisi. Depois de completar sua educação secundária, ele não tinha ocupação fixa.
Ingressou no partido União Democrática para o Reavivamento, liderado por Aslan Abashidze em janeiro de 2004, mas logo depois deixou a organização. O Partido do Reavivamento recebeu a filiação de Arutyunian no mesmo mês, Mikheil Saakashvili, tornou-se presidente da Geórgia, e tinha liderado Adjara em uma crise, recusando-se a obedecer as autoridades do governo central. Saakashvili, e o seu partido foram considerados pró-Estados Unidos, enquanto Abashidze e o seu partido foram considerados pró-Rússia. A crise terminou na tarde de 2004, sem derramamento de sangue.

## Tentativa de assassinato

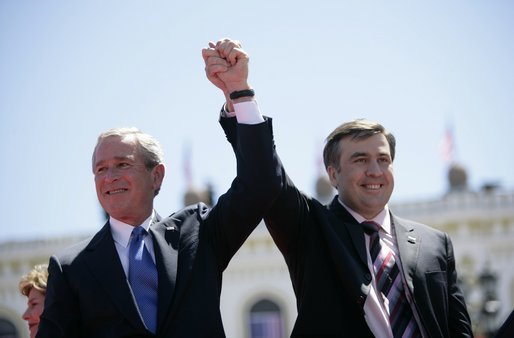
Presidentes George W. Bush (à esquerda) dos estados unidos e de Mikheil Saakashvili, da Geórgia (direita), em Tbilisi, em 10 de Maio de 2005

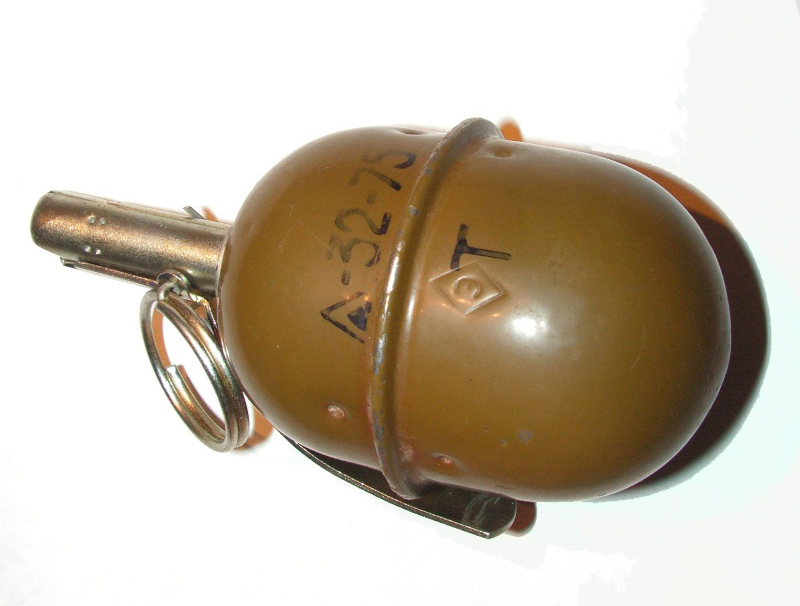
Granada RGD-5, modelo utilizado no atentado

Em 10 de Maio de 2005, Arutyunian foi para a Praça da Liberdade, em Tbilisi, e esperou a chegada do presidente dos Estados Unidos, George W. Bush, e o presidente georgiano Mikheil Saakashvili, onde iriam discursar. Quando Bush começou a falar, Arutyunian jogou uma granada de mão RGD-5 de fabricação Soviética, enrolada em um lenço vermelho, na direção do pódio onde Bush se dirigia à multidão.
A granada perto de onde estavam sentados Saakashvili, sua esposa Sandra E. Roelofs, Laura Bush, e outros funcionários. Logo após o atentado, estimava-se que a granada havia caído a 30 ou 50 metros do pódio. De acordo com o relatório do FBI, publicado em janeiro de 2006, a granada caiu a 61 ft (18,6 m) do pódio.
A granada não explodiu. Os relatórios originais indicavam que a granada não havia sido ativada, mas mais tarde foi revelado que de fato o explosivo estava ativo. Depois de Arutyunian puxou o pino e jogou a granada, ele bateu em uma garota, amortecendo o impacto. O lenço vermelho ficou embrulhado ao redor do granada, e impediu que a alavanca de ativação fosse totalmente liberada. Um georgiano oficial de segurança rapidamente removeu a granada, e Arutyunian desapareceu na multidão.
Arutyunian disse: "Não joguei a granada em linha reta porque havia um vidro protetor diante de mim; eu a joguei por cima de minha cabeça pra que caísse do outro lado da barreira protetora", e que "estilhaços voassem atrás do vidro à prova de balas". Bush e Saakashvili não souberam do incidente até o fim da campanha.

## Investigação
Em 18 de julho de 2005, o Ministro do Interior da Geórgia, Vano Merabishvili emitiu fotos de um suspeito não identificado e anunciou uma recompensa de 150 000 lari (US$ 80 000 dólares) por informações que levem à identificação do suspeito.
A pedido do governo da Geórgia, o FBI começou uma investigação sobre o incidente, com reforço de agentes que estavam nos países vizinhos e nos Estados Unidos, para ajudar na investigação. O FBI entrevistou possíveis testemunhas, fez um retrato falado, e identificou um fotógrafo que tinha a câmera apontada para o local do ataque. Com essas informações mais as fotografias, foram capazes de identificar um suspeito.

## Prisão
Atuando a partir de dicas obtidas por um disque-denúncias, a polícia invadiu a casa de Arutyunian, onde ele vivia com sua mãe em 20 de julho de 2005. Durante um tiroteio que se seguiu, Arutyunian matou o chefe do departamento de contra-espionagem do Ministério do Interior, Zurab Kvlividze. Em seguida, ele fugiu para a floresta, na aldeia de Vashlijvari no subúrbio de Tbilisi. Depois de ser ferido na perna, ele foi capturado pela unidade anti-terror da Geórgia.
Amostras de DNA do suspeito apresentaram correspondência com DNA das amostras do lenço. A polícia da Geórgia mais tarde, encontrou um laboratório de química e um arsenal de explosivos que Arutyunian havia construído em seu apartamento. Foram encontrados vinte litros de ácido sulfúrico, várias gavetas cheias de termômetros de mercúrio, um microscópio e "quantidade suficiente de substâncias perigosas para a realização de vários atos terroristas".

## Julgamento
Eu não me considero um terrorista, eu sou apenas um ser humano.

Arutyunian
Depois de sua prisão, Arutyunian foi exibido na televisão, admitindo-se da cama do hospital que ele tinha atirado a granada. Ele disse que tinha tentado assassinar os dois presidentes, porque ele odiava a Geórgia do novo governo ser um "fantoche" dos Estados Unidos. Ele afirmou ainda que ele não se arrependeu do que fez e faria tudo novamente se ele tivesse a chance.
Arutyunian inicialmente admitiu sua culpa ao ser preso, mas recusou-se a cooperar durante o julgamento. Ele se declarou culpado e, em seguida, se recusou a responder a perguntas no tribunal. Sua advogada Elisabed Japaridze disse após a condenação que iria recorrer. "Eu considero que tudo o que foi apresentado, estava longe de ser provado." Ela citou o fato de que não foram encontradas impressões digitais de Arutyunian na granada. No entanto, o promotor do ministério público Anzor Khvadagiani disse que a granada sendo envolta em um pano apagaria as impressões, justificando a falta distinguível de tais impressões digitais e também que em testes de DNA do material encontrado no pano correspondiam a Arutyunian.

## Sentença e Detenção
Em 11 de janeiro de 2006, o tribunal Georgiano condenou Arutyunian à prisão perpétua por tentativa de assassinato de George Bush e Mikheil Saakashvili, e o assassinato do Oficial de Kvlividze. Em setembro de 2005, nos Estados Unidos um tribunal do Grande Júri Federal também indiciou Arutyunian, e poderia pedir para extraditá-lo caso fosse posto em liberdade. Ele não é elegível para a liberdade condicional, e só poderia ser liberado sob um perdão presidencial.
Enquanto na prisão, em fevereiro de 2010, Arutyunian se converteu à Igreja Apostólica armênia do Islã.